# Филиаши (Јаши)
Филиаши (рум. Filiași) насеље је у Румунији у округу Јаши у општини Балцаци. Oпштина се налази на надморској висини од 100 m.

## Становништво
Према подацима из 2002. године у насељу је живело 64 становника, од којих су сви румунске националности.